# Betti-getal
In de algebraïsche topologie, een deelgebied van de wiskunde, is het Betti-getal van een topologische ruimte, in intuïtieve termen uitgelegd, onder andere het maximale aantal snedes die men kan maken zonder dat de ruimte in twee delen uiteenvalt. Dit aantal noemt men bijvoorbeeld het eerste Betti-getal. Er is een rij Betti-getallen gedefinieerd. De term "Betti-getal" is ingevoerd door Henri Poincaré, die hiermee Enrico Betti wilde eren.
Elk Betti-getal is of een natuurlijk getal of oneindig. Voor de gebruikelijkste ruimten, zoals compacte variëteiten, eindige simpliciale complexen of CW-complexen, bestaat de rij van Betti-getallen  uit natuurlijke getallen, waarvan slechts eindig veel ongelijk aan 0.

## Definitie
Voor de topologische ruimte X is het k-de Betti-getal bk(X) voor een niet-negatief geheel getal k gedefinieerd als de rang van de Abelse groep Hk(X), de k-de homologiegroep van X.
Equivalent hiermee is de definitie van het k-de Betti-getal als de dimensie van de homologiegroep
{\displaystyle H_{k}(X;\mathbb {Q} )},
als vectorruimte over {\displaystyle \mathbb {Q} }.
De universele coëfficiëntenstelling laat zien dat deze definities equivalent zijn.
De tweede vorm van de definitie leent zich voor generalisatie van het begrip Betti-getal door in plaats van de rationale getallen een willekeurig lichaam (veld) F toe te laten. Het k-de Betti-getal bk(X,F) met coëfficiënten in F is dan gedefinieerd als de dimensie van de homologiegroep Hk(X,F) als vectorruimte over F.

## Voorbeeld: het eerste Betti-getal in de grafentheorie
In de topologische grafentheorie is het eerste Betti-getal van een graaf G met n knopen, m zijden en k samenhangende componenten gelijk aan
{\displaystyle m-n+k}
Dit kan met behulp van volledige inductie naar het aantal zijden worden bewezen. Een nieuwe zijde doet ofwel het aantal 1-cykels toenemen ofwel het aantal samenhangende  componenten afnemen.

## Eigenschappen
De (rationale) Betti-getallen bK(X) houden geen rekening met eventuele torsie in de homologiegroepen, maar Betti-getallen zijn zeer nuttige basis topologische invarianten. In de meest intuïtieve termen staan Betti-getallen toe het aantal gaten van verschillende dimensies te tellen. Voor een cirkel is het eerste Betti-getal 1. Voor een torus is het eerste Betti-getal het dubbele van het aantal gaten in deze torus.
In het geval van een eindig simpliciaal complex zijn de homologiegroepen Hk(X, Z) eindig-gegenereerd, en hebben dus een eindige rang. De groep is dus 0, wanneer k groter is dan de topdimensie van een simplex van X.
Voor een eindig CW-complex K hebben wij
{\displaystyle \chi (K)=\sum _{i=0}^{\infty }(-1)^{i}b_{i}(K,F),\,}
waar {\displaystyle \chi (K)} de Euler-karakteristiek van K en enig veld F aanduidt.
Voor elke twee ruimtes X en Y hebben wij
{\displaystyle P_{(}X\times Y)=P_{X}P_{Y},\,}
waar PX het Poincaré-polynoom van X aanduidt, (of meer in het algemeen, de Poincaré-reeksen voor oneindig-dimensionale ruimten), dat wil zeggen de voortbrengende functie van de Betti-getallen van X:
{\displaystyle P_{X}(z)=b_{0}(X)+b_{1}(X)z+b_{2}(X)z^{2}+\cdots },
zie stelling van Künneth.
Als X een n-dimensionale variëteit is, bestaat er onder voorwaarden, een gesloten en georiënteerde variéteit, zie Poincaré-dualiteit, een symmetrie die k en n-k voor elk k verwisselt:
{\displaystyle b_{k}(X)=b_{n-k}(X)}.
De afhankelijkheid van het veld F verloopt alleen via de karakteristiek. Als de homologiegroepen torsievrij zijn, zijn de Betti-getallen  onafhankelijk van F. De connectie tussen p-torsie en de Betti-getallen voor de karakteristieke p, is voor p een priemgetal, wordt in detail gegeven door de universele coëfficiëntstelling.

## Voorbeelden
1. De Betti-getalrij voor een cirkel is 1, 1, 0, 0, 0, ...;
het Poincaré-polynoom is
{\displaystyle 1+x\,}.
2. De Betti-getalrij voor een twee-torus is 1, 2, 1, 0, 0, 0, ...;
het Poincaré-polynoom is
{\displaystyle (1+x)^{2}=1+2x+x^{2}\,}.
3. De Betti-getalrij voor een drie-torus is 1, 3, 3, 1, 0, 0, 0, ... .
het Poincaré-polynoom is
{\displaystyle (1+x)^{3}=1+3x+3x^{2}+x^{3}\,}.
4. Op gelijkwaardige wijze geldt voor een n-torus, 
het Poincaré-polynoom is
{\displaystyle (1+x)^{n}\,} (door de stelling van Künneth), de Betti-getallen zijn dus de binomiaalcoëfficienten van het Poincaré-polynoom.